# Computer Modern
Computer Modern はドナルド・クヌースが設計（デザイン）した（欧文の）書体・フォントである。METAFONT（及びTeX）のシステムの開発と同時に、それらのために作られたという経緯から、パラメータで制御できるなどといった特徴を持つ（詳細は後述）。
Computer Modern自身の最終更新は1992年である。より新しいものとしては、同系列のフォントである CM-Super (Computer Modern-super) が2002年にリリースされており、ラテン文字、ギリシャ文字、キリル文字をサポートする CM-LGC が2005年にリリースされている。どちらも TeX のディストリビューションである TeX Live に収録されている。
詳細な解説は、ソースファイルの内容を全て含んで、Computers and Typesetting シリーズの volume E、Computer Modern Typefaces に収録されている。
名前の通り、垂直な太線と細線のコントラストがはっきりしたモダン・フェイスである。より具体的にはモノタイプ社の Modern 8a と同様な基本的な特徴があり、エックスハイトがアセンダーやディセンダーより大きくなっている。
そして最も特徴的な点は、TeXとMETAFONTとともに制作されたことにある。（通常、そのような状態で使われているTeXは少ないとはいえ）TeXのデフォルトのフォントであり、METAFONTの機能や特徴を活用するべく設計されている。その結果としてこのフォントには、METAFONTを制御する62個のパラメータがあり、各部の幅や高さ、セリフの有無や古書体の数字にするかどうか、"i" の上につくような点が丸か四角かなど、いろいろな部分を制御できる。

一方で基本設計やシステムが古いことから来る、現在では短所となっている点もある。当時の一般的な環境では、ページプリンタをイメージのアウトラインで制御するということは一般的でなかったため、METAFONTはあらかじめ版面を全てラスタライズすることが前提のシステムとなっている。近年ではアウトラインフォントのほうが好まれるため、オリジナルの METAFONT 上の実装ではなく、アメリカ数学会や Latin Modern 実装のType 1フォントによる Computer Modern を使う人が増えている。